# AEKアテネ女子バレーボールチーム
AEKアテネ女子バレーボールチーム（AEK Athens）は、ギリシャのアテネを本拠地とするAEKアテネの女子バレーボール部門である。2024/25シーズンはギリシャ国内リーグのトップカテゴリーのGreek A1 Etnikiに所属する。

## 歴史
1995年、AEKアテネのバレーボール部門が設立。2002/03シーズンにギリシャ国内リーグのトップカテゴリーに到達したが、十分な準備が整っていなかったことで2部カテゴリーに降格。その後、2005/06シーズンのギリシャ国内リーグ2部で優勝し、トップカテゴリーに復帰したが、2007/08シーズンは再び2部に降格。2009/10シーズンの2部リーグで優勝し再度、トップカテゴリーに返り咲くと、2010/11シーズンの国内リーグでは3位に入った。2011/12シーズンにはギリシャカップで3位、ギリシャ国内リーグで初優勝を果たし、チーム史上初の栄冠を手にした。2012/13シーズンはギリシャリーグ、ギリシャカップで準優勝した。2017/18シーズンは財政上の問題で2部リーグへ降格となり、数年間は2部リーグでの戦いとなった。4季ぶりにトップカテゴリー復帰となった2020/21シーズンのギリシャリーグは新型コロナウイルス感染症によるパンデミックのため途中で中止となった。2022/23シーズンは国内リーグで4位、2023/24シーズンの国内リーグでは3位と成績を上げている。

## 主な成績
- Greek A1 Etniki
  - 優勝 - 2011/12シーズン
  - 準優勝 - 2012/13、2013/14シーズン

- ギリシャカップ
- 優勝 - 2022/23シーズン

## 登録選手
2024-25年シーズンの登録選手は次の通り。
| 背番号 | 名前                         | ポジション           | 身長 | 備考       |
| ------ | ---------------------------- | -------------------- | ---- | ---------- |
| 1      | Zoe Weatherington            | オポジット           | 1.88 |            |
| 2      | Evdoxia Georgiadou           | リベロ               | 1.65 |            |
| 3      | ヴェロニカ・トゥルンコバ     | ミドルブロッカー     | 1.88 |            |
| 4      | Eléni Tsitsiplámi            | オポジット           | 1.82 |            |
| 5      | Ioanna-Lamprini Polynopoulou | ミドルブロッカー     | 1.82 |            |
| 9      | Evangelia Toulgaridou        | リベロ               | 1.62 |            |
| 10     | Mara Rapti                   | アウトサイドヒッター | 1.77 |            |
| 12     | エヴァンゲリア・ハンタヴァ   | アウトサイドヒッター | 1.87 | キャプテン |
| 14     | Breana Edwards               | アウトサイドヒッター | 1.91 |            |
| 14     | Natalía Metaxá               | ミドルブロッカー     | 1.85 |            |
| 15     | Angeliki Kavvadia            | ミドルブロッカー     | 1.88 |            |
| 17     | Sara Sakradžija              | アウトサイドヒッター | 1.86 |            |
| 18     | Julie Oliveira Souza         | オポジット           | 1.91 |            |
| 19     | 籾井あき                     | セッター             | 1.76 |            |
| 41     | Evelina Fliakou              | セッター             | 1.77 |            |

## 歴代所属選手
- アティナ・パパフォティウ
- コンスタンティナ・ヴラハキ
- アンナ・マリア・スパノウ
- オルガ・ストランツァリ
- ランプリニ・コンスタンティニドゥ
- ロシル・カルデロン
- ジゼル・シルバ
- パウラ・ニセティチ